# Jakarta
Jakarta (česká výslovnost [džakarta], indonéská výslovnost  [dʒaˈkarta]IPA, dříve Batavia, počeštěně též Batávie) je hlavní a největší město Indonésie. Vytváří Zvláštní oblast hlavního města Jakarta (indonésky Daerah Khusus Ibukota Jakarta, zkracováno na DKI Jakarta), v níž žije přes 11 milionů obyvatel. Jakarta leží na severozápadním pobřeží Jávy, nejlidnatějšího ostrova světa, je největší metropolí jihovýchodní Asie a sídlem organizace ASEAN. Oblast hlavního města stojí na úrovni ostatních indonéských provincií a sama sousedí se dvěma provinciemi: Západní Jáva na jihu a východě a Banten na západě. Na severu spadá pobřežím do Jávského moře, kde se nachází souostroví Tisíc ostrovů. Oblast hlavního města je rozdělena do pěti správních měst (Centrální Jakarta, Severní Jakarta, Jižní Jakarta, Západní Jakarta, Východní Jakarta) a jednoho regentství (Tisíc ostrovů).
Zvláštní oblast hlavního města je svou rozlohou 660 km² nejmenší ze všech indonéských provincií, avšak celá metropolitní oblast Jakarty, přezdívaná Jabotabek, se rozkládá na ploše 7076 km² a zahrnuje v okolních provinciích také satelitní města Bogor, Depok, Tangerang, Tangerang Selatan a Bekasi. V jakartské metropolitní oblasti žilo v roce 2022 podle odhadů 32,6 milionu lidí, což z ní činí největší urbanizovanou oblast v Indonésii a po japonském Tokiu druhou největší na světě. Po Singapuru je také druhou největší ekonomikou ASEAN. V indexu lidského rozvoje zaujímá Jakarta první místo mezi indonéskými provinciemi. Zdejší obchodní a pracovní příležitosti společně s možností nabídnout potenciálně vyšší životní úroveň ve srovnání s jinými částmi země přilákaly migranty z celého indonéského souostroví, což z ní činí tavicí kotel mnoha kultur. 
Jakarta je jedním z nejstarších nepřetržitě obydlených měst v jihovýchodní Asii. Město bylo založeno ve 4. století jako Sunda Kelapa a stalo se důležitým obchodním přístavem Sundského království. V 16. století neslo název Jayakarta. Nizozemci ho v roce 1619 dobyli a přejmenovali na Batavia (počeštěně též Batávie), která posléze byla hlavním městem Nizozemské východní Indie. Po získání nezávislosti v roce 1949 získalo město název Jakarta a stalo se hlavním městem nově vzniklé Indonésie.
Jako globální město je Jakarta sídlem finančních institucí, jako je Indonéská banka či Indonéská burza cenných papírů, a sídlem mnoha indonéských společností a nadnárodních korporací. Mezi hlavní problémy Jakarty patří rychlý růst města, zhroucení ekologie, znečištění ovzduší, dopravní zácpy, dopravní přetížení a záplavy způsobené poklesem hladiny moře. Část Severní Jakarty se ročně propadá až o 17 cm, zatímco jižní část je relativně v bezpečí. Severní část města je tak náchylnější k záplavám a patří k nejrychleji klesajícím hlavním městům na světě. V reakci na tyto problémy oznámil v srpnu 2019 prezident Joko Widodo plány na přesun hlavního města z Jakarty do nově připravovaného města Nusantara v provincii Východní Kalimantan na ostrově Borneo. Parlament schválil tento přesun v lednu 2022. Po oznámení plánů na přesun hlavního města uvedla indonéská vláda, že neopouští Jakartu, a slíbila, že na záchranu města vynaloží v následujícím desetiletí 40 miliard amerických dolarů.

## Historie

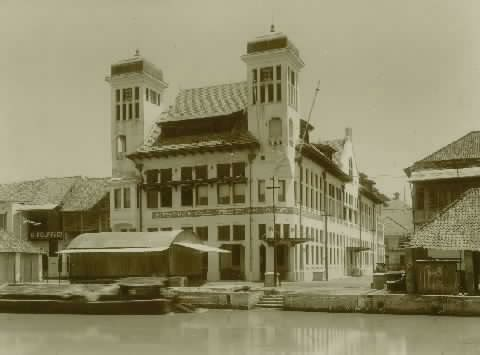
Budova nizozemské banky Internationale Crediet v Batávii v roce 1929

Prvním osídlením tohoto místa byl přístav Kalapa, který se ve 12. století stal hlavním přístavem království Sunda. Portugalci připluli jako první Evropané na začátku 16. století, ovládli tento přístav a získali od tehdejšího krále povolení na stavbu pevnosti. Přístav v Jakartě je dodnes nazýván Sunda Kalapa.
V roce 1527 se přístav dostal pod kontrolu vládce sultánátu Bantam ze severu. Dne 22. června 1527 Bantamané změnili jméno města z Kalapy na Jayakarta (odtud dnešní Jakarta), což v javánštině znamená „vítězný a prosperující“. Tento den je dnes oficiálně považován za den vzniku města Jakarty. Nizozemci přišli do Jayakarty ke konci 16. století. V roce 1619 vojenské jednotky Nizozemské Východoindické společnosti, vedené Janem Pieterszoonem Coenem, obsadily město a přejmenovaly ho z Jayakarty na Batavia, což je latinské označení domorodých kmenů, které žily v Nizozemsku v době Starověkého Říma. Dne 4. března 1621 se Batavie stala hlavním městem Nizozemské východní Indie. V roce 1740 zde došlo k masakru etnických Číňanů. V roce 1811 přepadlo ostrov Jávu loďstvo a vojsko Spojeného království. Britové poté okupovali ostrov po dobu pěti let. Tehdy se Nizozemci ještě potýkali s francouzskou nadvládou v důsledku napoleonských válek a nemohli tak Jávu účinně bránit. V roce 1816 byla Jáva vrácena Nizozemsku a celá současná Indonésie zůstala jeho kolonií až do roku 1949.

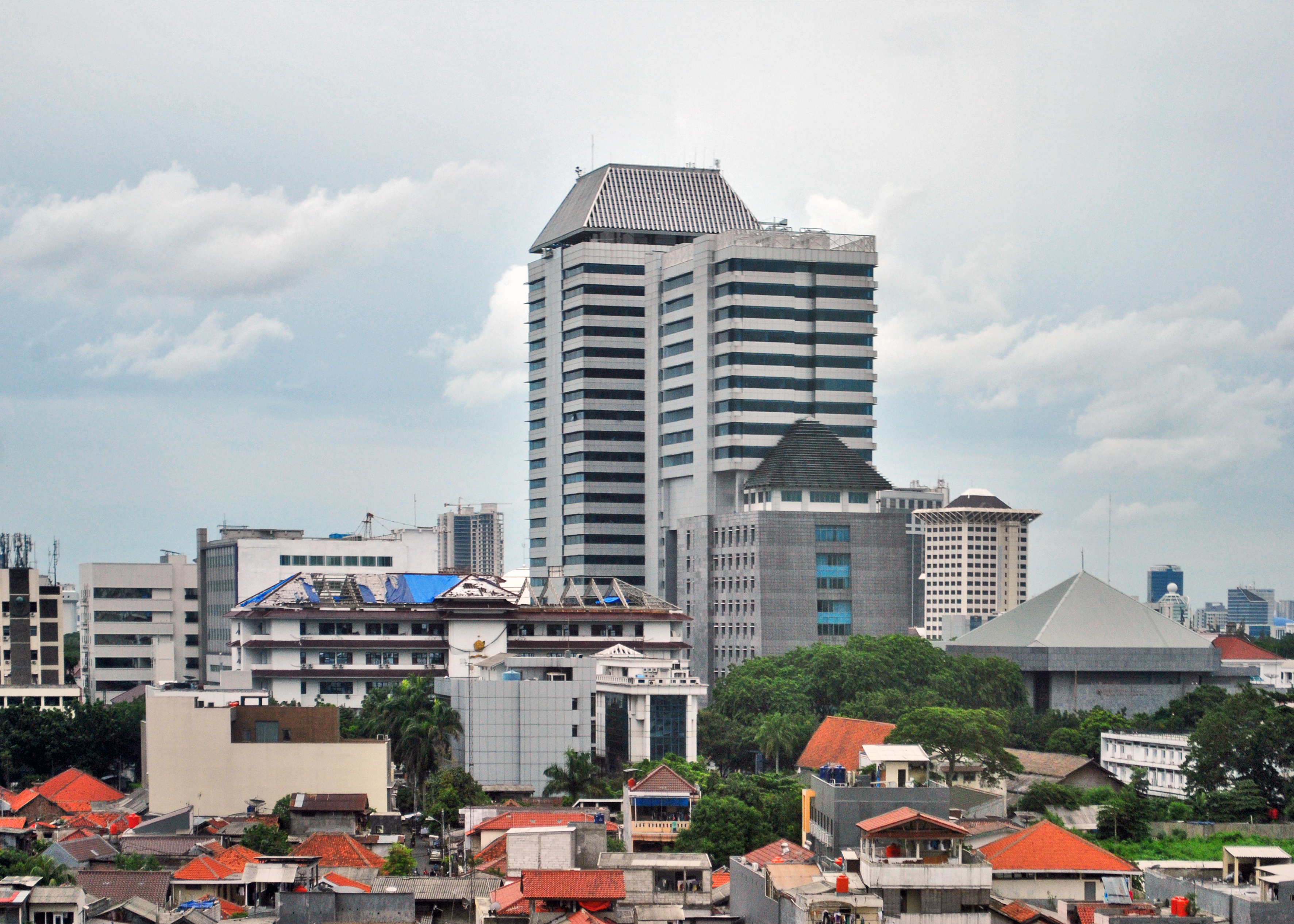
Čtvrť Balai Kota v Jakartě

Roku 1942, během druhé světové války, převzalo vládu nad celou zemí Japonsko. Japonci změnili jméno města na dnešní Jakarta. Po vzniku státu Indonésie se stala Jakarta v roce 1949 jeho hlavním městem. Postupem doby se přeměnila v moderní velkoměsto (tzv. megacity).
Dne 14. ledna 2016 zaútočili v rušné obchodní čtvrti Jakarty sérií bombových útoků teroristé, kteří se přihlásili k tzv. Islámskému státu. Cílem měli být cizí státní příslušníci a místní ozbrojené složky. Policie zabila pět teroristů, útok si vyžádal dvě oběti.
Jakarta po desetiletí čelí problému, že se celé město postupně propadá, a tak hrozí, že do roku 2030 bude okolo poloviny města pod vodou. Je to dáno tím, že Jakarta byla vybudována na bažinách, pod kterými se nachází aquifer. Z něho je populací města dlouhodobě odčerpávána voda, kvůli čemuž k poklesu dochází. Předpokládá se, že do roku 2030 tak bude potřeba přemístit přibližně polovinu populace města (přibližně 4 až 5 miliónů osob) nebo postavit rozsáhlé ochranné hráze bránící město před mořem. Nicméně stavba hrází by v takovém případě byla jen dočasným řešením. I proto bylo v roce 2022 rozhodnuto o vybudování nového hlavního města na ostrově Borneo s názvem Nusantara.

## Pamětihodnosti
Až do roku 1778 datuje svůj počátek Indonéské národní muzeum, vzniklé péčí nizozemských učenců – nejprve jako učená společnost, od roku 1868 z rozhodnutí koloniálních úřadů plnohodnotná muzejní instituce; podle sochy stojící před hlavní budovou zvané též Gedung Gajah („Sloní dům“) či Museum Gajah.
V Jakartě se nachází rovněž největší mešita v jihovýchodní Asii – mešita Istiqlal. Symbolem indonéského boje za nezávislost je Monas (Národní památník), dokončený v roce 1975.

## Obyvatelstvo
Mezi lety 1961 a 1980 se počet obyvatel Jakarty zdvojnásobil a v období 1980–1990 rostl ročně o 3,7 %. Při sčítání lidu v roce 2010 bylo spočteno 9,58 milionu osob. Zatímco počet obyvatel vlastní Jakarty vzrostl ze 4,5 milionu v roce 1970 na 9,5 milionu v roce 2010, počet obyvatel Velké Jakarty vzrostl ve stejném období z 8,2 milionu na 28,5 milionu. Roku 2014 žilo v Jakartě 10 milionů obyvatel, hustota zalidnění činila 15 174 osob/km². Ve stejném roce činil počet obyvatel Velké Jakarty 30 milionů, což představovalo 11 % celkové populace Indonésie.
Jakarta je pluralitní a nábožensky rozmanitá, bez většinové etnické skupiny. V roce 2010 tvořili 36,17 % obyvatel města Javánci, 28,29 % Betawijci, 14,61 % Sundánci, 6,62 % Číňané, 3,42 % Batakové, 2,85 % Minangkabauové, 0,96 % Malajci, 7,06 % ostatní. Betawijci (Orang Betawi neboli „lidé z Batávie“) jsou potomci přistěhovalců ze starého města, kteří se v polovině 19. století stali obecně uznávanou etnickou skupinou. Většinou pocházejí z různorodé směsi jihovýchodních Asiatů, kteří sem byli přivezeni nebo přilákáni jako pracovní síla. Jedná se tedy o kreolské etnikum, které přišlo z velké části Indonésie. V průběhu generací se většina z nich smísila s jedním nebo více etniky, zejména s lidmi čínského, arabského a evropského původu. Většina Betawijců žila v okrajových částech, v centru Jakarty bylo pouze několik málo částí s většinovým zastoupením Betawijců.
Úředním a dominantním jazykem v Jakartě je indonéština, mnoho starších lidí však mluví v závislosti na své výchově nizozemsky nebo čínsky. Ke komunikaci se často používá angličtina, zejména v Centrální a Jižní Jakartě. Každá z etnických skupin používá doma svůj mateřský jazyk, například betawijštinu, javánštinu a sundštinu. Betawijština je odlišná od zbylých dvou a tvoří v okolí Jakarty samostatný jazykový ostrov. Vychází především z východomalajského dialektu a je obohacena o výpůjčky z nizozemštiny, portugalštiny, sundštiny, javánštiny, čínštiny a arabštiny. Postupem času se mnoho betawijských slov a frází začlenilo do indonéštiny jako jakartský slang a používá je většina lidí bez ohledu na svůj etnický původ.
V roce 2024 bylo náboženské složení Jakarty rozděleno mezi islám (83,83 %), protestantismus (8,6 %), římskokatolickou církev (3,9 %), buddhismus (3,46 %), hinduismus (0,18 %), konfucianismus (0,017 %), dalších asi 0,013 % obyvatel se hlásilo k lidovým náboženstvím. Nachází se zde největší mešita v jihovýchodní Asii, mešita Istiqlal. Jakarta je sídlem římskokatolické metropolitní jakartské arcidiecéze, stojí zde katedrála Nanebevzetí Panny Marie.

## Správa
Zvláštní oblast hlavního města Jakarta je na úrovni ostatních indonéských provincií. V čele výkonné moci stojí volený guvernér a viceguvernér, orgán zákonodárné moci tvoří Regionální rada lidových zástupců Jakarty (indonésky Dewan Perwakilan Rakyat Daerah Provinsi Daerah Khusus Ibukota Jakarta, DPRD DKI Jakarta) se 106 přímo volenými členy. Kancelář guvernéra a viceguvernéra sídlí v jakartské radnici na jihu náměstí Merdeka, kde se také nachází hlavní správní úřad regionu.
Jakarta je po administrativní stránce rozdělena do pěti správních měst (indonésky Kota Administrasi), v jejichž čele stojí starosta (walikota), a jedno správního regentství (Kabupaten Administrasi) v čele s regentem (bupati). Oproti ostatním městům a regentstvím v Indonésii, kde je starosta nebo regent volen přímo, jsou starosta a regent v oblasti Jakarty vybíráni guvernérem. Každé město a regentství se dělí na správní obvody.
Zvláštní oblast Jakarty zastupuje v dolní komoře indonéského parlamentu 21 delegátů. Ti jsou voleni ve třech volebních obvodech, které zahrnují i zámořské voliče. V horní komoře indonéského parlamentu zastupuji zvláštní oblast Jakarty, stejně jako ostatní provincie, 4 delegáti.

### Administrativní dělení
Jakarta se skládá z pěti správních měst (se statusem obce), v jejichž čele stojí starosta, a jednoho správního regentství, v jehož čele stojí regent. Každé město a regentství se dělí na správní obvody (kecamatan).
Správními městy Jakarty jsou:
- Centrální Jakarta (Jakarta Pusat) je nejmenší město Jakarty a její správní a politické centrum. Dělí se na osm obvodů. Nacházejí se zde velké parky a nizozemské koloniální budovy. Mezi pamětihodnosti patří Národní památník (Monas), mešita Istiqlal, římskokatolická katedrála Nanebevzetí Panny Marie a muzea.[20]
- Západní Jakarta (Jakarta Barat) je oblast s největší koncentrací drobného průmyslu ve městě. Dělí se do osmi obvodů. Oblast zahrnuje jakartskou čínskou čtvrť a nizozemské koloniální památky, jako je budova Toko Merah. Součástí Západní Jakarty je také část jakartského starého města.[21]
- Jižní Jakarta (Jakarta Selatan) byla původně plánovaná jako satelitní město, nyní je však místem luxusních nákupních center a obytných čtvrtí pro zámožné. Má deset obvodů a funguje jako zásobník podzemní vody pro Jakartu.[22] Nachází se zde velká část centrální obchodní čtvrti.
- Východní Jakarta (Jakarta Timur) je charakteristická několika průmyslovými částmi.[23] Nachází se zde také zábavní park Taman Mini Indonesia Indah a mezinárodní letiště Halima Perdanakusumy. Město je rozděleno do deseti obvodů.
- Severní Jakarta (Jakarta Utara) je ze severu ohraničena Jávským mořem. Nachází se zde přístav Tanjung Priok, nejrušnější přístav celé Indonésie.[24] Ve městě je soustředěn velký a střední průmysl. Součástí Severní Jakarty je také část jakartského starého města, které bylo v koloniální éře centrem obchodní činnosti Sjednocené východoindické společnosti. V Severní Jakartě leží Ancol Dreamland, největší zábavní park v jihovýchodní Asii.[25] Město se dělí do šesti obvodů.

Jediným správním regentstvím Jakarty je Tisíc ostrovů (Kepulauan Seribu), které byly dříve obvodem Severní Jakarty. Jedná se o 105 malých ostrovů ležících v Jávském moři severně od Jakarty. Díky svým jedinečným ekosystémům mají značnou ekologickou hodnotu. Na ostrovech je provozována především mořská turistika, jako je potápění, vodní cyklistika a windsurfing. Hlavním způsobem dopravy mezi ostrovy jsou rychlé čluny nebo malé trajekty.

## Partnerská města
- Bangkok, Thajsko
- Berlín, Německo
- Budapešť, Maďarsko
- Casablanca, Maroko
- Džidda, Saúdská Arábie
- Hanoj, Vietnam
- Islámábád, Pákistán
- Istanbul, Turecko
- Jazd, Írán
- Káhira, Egypt
- Los Angeles, Spojené státy americké
- Manila, Filipíny
- Moskva, Rusko
- Peking, Čína
- Pchjongjang, Severní Korea
- Rotterdam, Nizozemsko
- Soul, Jižní Korea
- Sydney, Austrálie
- Šanghaj, Čína
- Tokio, Japonsko
- Vidžajaváda, Indie
- Bandar Seri Begawan, Brunej